# Монумент эпонимов

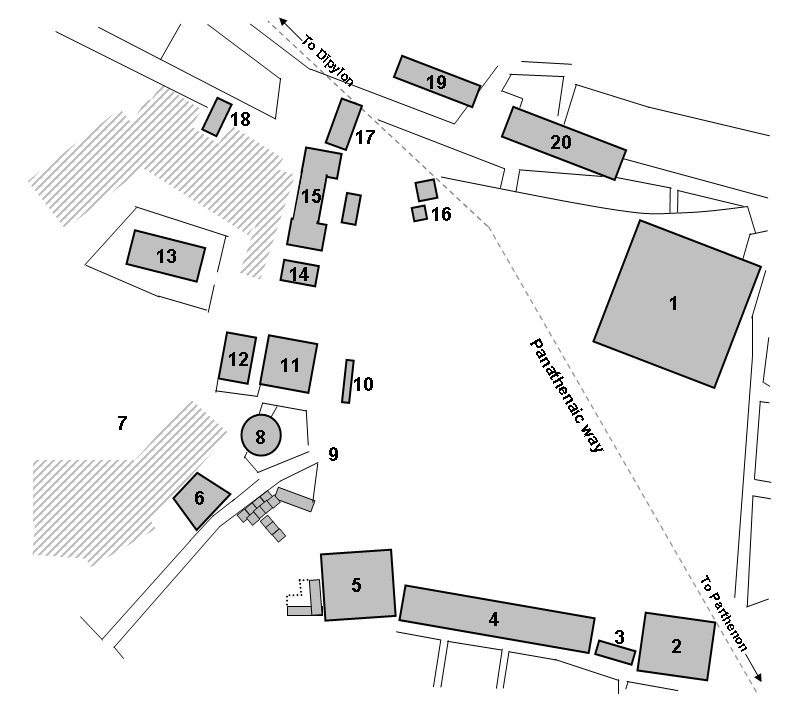
План агоры. Монумент эпонимов — слева от центра под номером 10

Монумент эпонимов — перибол на афинской агоре, который включал статуи героев-эпонимов афинских фил.

## История

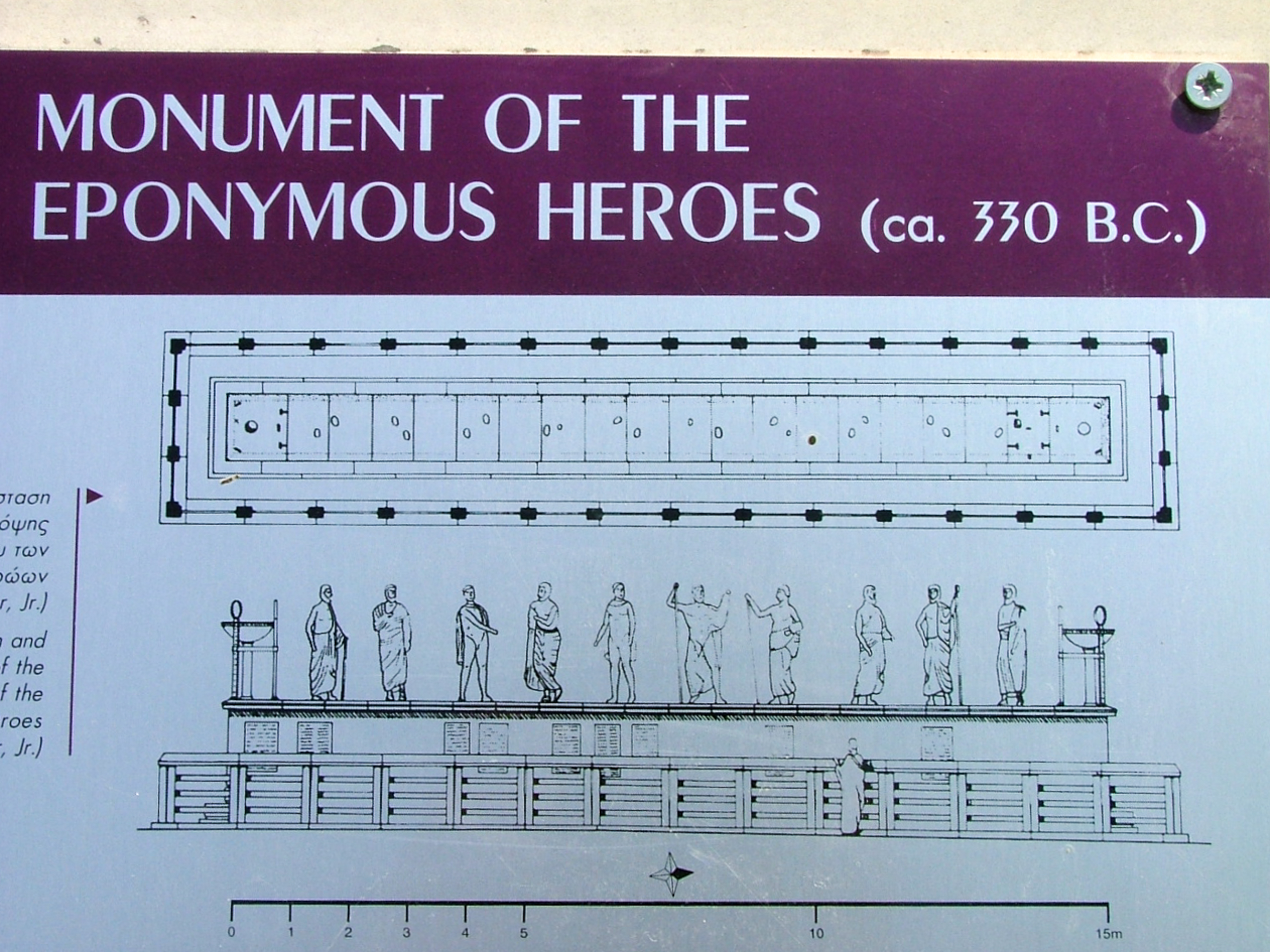
Схема монумента в «Период I»

Устройство монумента менялось по мере изменения числа героев-эпонимов.
Клисфен в 508—507 гг. до н. э. создал 10 новых административных фил (ранее их было только 4). Вариант монумента, датирующийся IV веком до н. э., так называемый «Период I», включал соответственно 10 статуй (учёные считают, что монумент существовал и до этого, но был расположен в каком-то другом месте). В официальных документах филы приводились в определённом порядке; в историографии они традиционно нумеруются римскими цифрами.
| Порядок | Герой      | Фила          | Идентичность героя                                                |
| ------- | ---------- | ------------- | ----------------------------------------------------------------- |
| I       | Эрехтей    | Эрехтеиды     | царь Афин, сын Пандиона и Зевксиппы, брат Бута, Прокны и Филомелы |
| II      | Эгей       | Эгеиды        | царь Афин, отец Тесея                                             |
| III     | Пандион    | Пандиониды    | царь Афин, сын Эрихтония и Праксифеи                              |
| IV      | Леос       | Леонтиды      | сын Орфея                                                         |
| V       | Акамант    | Акамантиды    | сын Тесея                                                         |
| VI      | Ойней      | Ойнеиды       | царь Калидона, сын и преемник царя Порфаона                       |
| VII     | Кекропс    | Кекропиды     | царь Афин, сын Эрехтея и Праксифеи                                |
| VIII    | Гиппофоонт | Гиппофоонтиды | сын Посейдона и Алопы                                             |
| IX      | Аякс       | Эантиды       | участник осады Трои                                               |
| X       | Антиох     | Антиохиды     | сын Геракла и Меды, дочери Филанта                                |

## Доска объявлений
Монумент являлся официальной «доской объявлений»: у пьедестала статуй магистраты публиковали проекты законов, оповещения о судебных исках и призывах в армию. Уже первое упоминание (Аристофан, 424 год до н. э.) описывает «место, где опубликованы судебные иски». Объявления публиковались на деревянных досках перед монументом.

## Раскопки

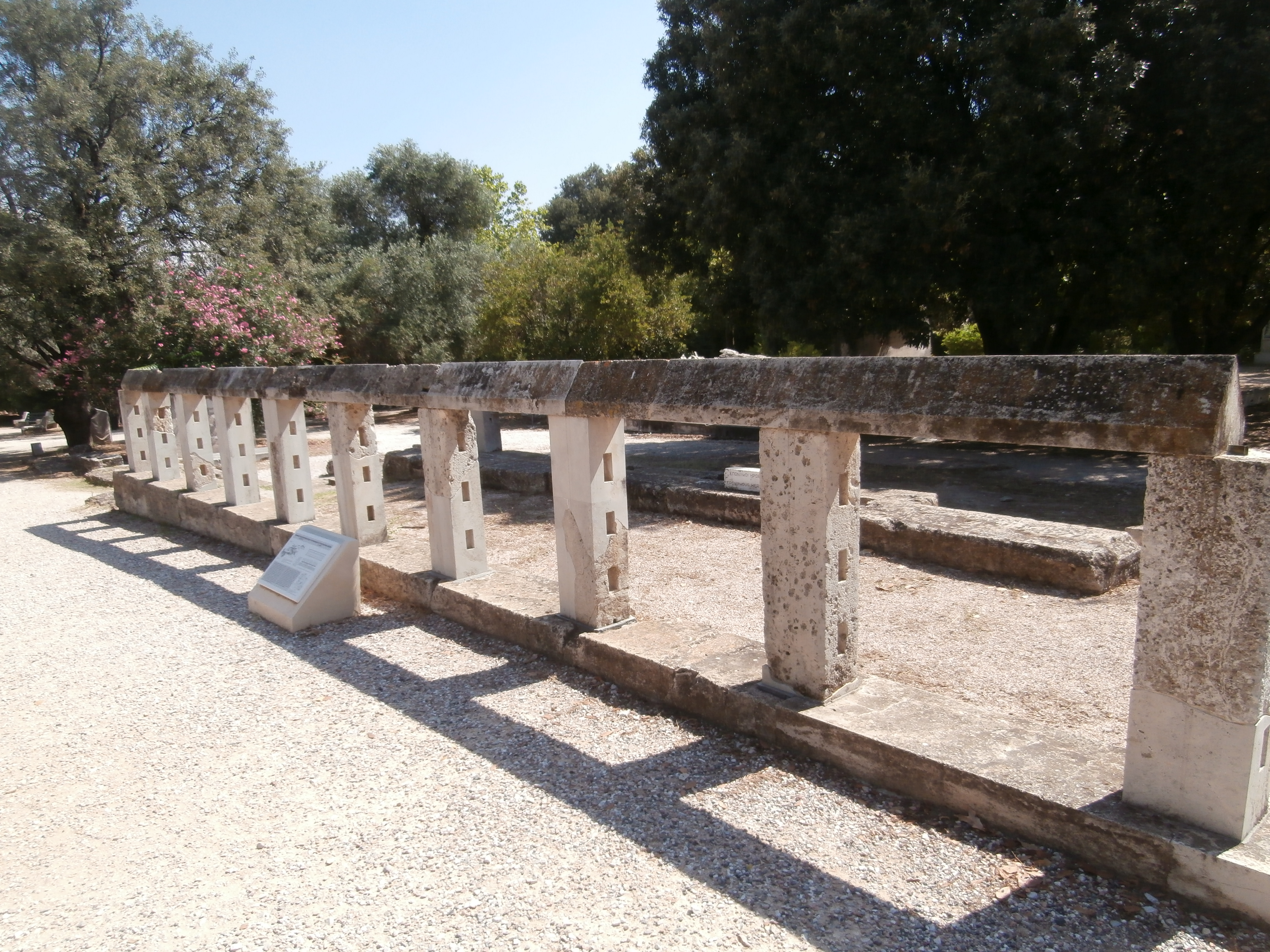
Современный вид

Для современного посетителя агоры монумент является одной из наиболее узнаваемых структур. Его важное значение было очевидно для археологов ещё до идентификации, благодаря длине (21,17 м в окончательном виде), расположению возле важнейших гражданских построек (метроона и булевтерия) и полной открытости по отношению к центру площади.
Раскопки начались в 1931 году; участок был расчищен до уровня классического периода к 1932 году, в 1951 году были восстановлены две панели перибола с использованием уцелевших фрагментов. Окончательные раскопки были произведены в 1967 году.
Поначалу суть постройки была неизвестна, и до второй мировой войны структура называлась «перифрагмой», «огороженным периболом». Первыми ассоциировали структуру со знаменитым монументом, известным по многим источникам, американские археологи М. Кросби (англ. M. Crosby, на плане 1947 года) и Е. Вандерпул (англ. Eugene Vanderpool, в 1949 году), уже к 1970 году основанная на интерпретации нескольких античных текстов идентификация считалась бесспорной.